# Labioleanira yhleni
Labioleanira yhleni är en ringmaskart som först beskrevs av Anders Johan Malmgren 1867.  Labioleanira yhleni ingår i släktet Labioleanira och familjen Sigalionidae. Arten har ej påträffats i Sverige. Inga underarter finns listade i Catalogue of Life.